# قياسات الإشعاع
في علم البصريات، تُعرَّف قياسات الإشعاع (بالإنجليزية: Radiometry)‏ بأنه حقل العلم الذي يدرس قياس الإشعاع الكهرطيسي بما فيها الضوء المرئي. أو هو قياسات طاقة الإشعاع الضوئي للضوء في المدى الطيفي من الأشعة فوق البنفسجية إلى الأشعة تحت الحمراء. ويقاس الضوء أيضًا باستخدام تقنيات قياسات الضوء (بالإنجليزية: Photometry)‏، الذي يتعامل مع السطوع كما تدركه العين البشرية، أكثر منه كونه طاقة خالصة.
قياسات الإشعاع مهم في علم الفلك، ولا سيما علم الفلك الراديوي، ومهم لاستشعار الأرض عن بعد (بالإنجليزية: Earth remote sensing)‏.
قياسات الطيف الراديوي (بالإنجليزية: Spectroradiometry)‏ يُعنى بقياس الكميات الراديوية المطلقة في حزمات ضيقة من طول الموجة.
| الكمية        | المصطلح             | الرمز    | الواحدة الدولية                                                            | الاختصار                      | ملاحظات                                                              |
| ------------- | ------------------- | -------- | -------------------------------------------------------------------------- | ----------------------------- | -------------------------------------------------------------------- |
| طاقة إشعاعية  | Radiant energy      | Q        | جول                                                                        | J                             | طاقة                                                                 |
| تدفق إشعاعي   | Radiant flux        | Φ        | واط                                                                        | W                             | الطاقة الإشعاعية في واحدة الزمن، وتسمى أيضا الفيض الإشعاعي           |
| شدة إشعاعية   | Radiant intensity   | I        | واط/ستراديان                                                               | W·sr−1                        | الطاقة في واحدة الزاوية الصلبة                                       |
| إشعاعية       | Radiance            | L        | واط في السترأديان في المتر المربع                                          | W·sr−1·m−2                    | الطاقة في واحدة الزاوية الصلبة في واحدة المساحة للسطح المعرض للإشعاع |
| تشعيعية       | Irradiance          | E, I     | واط في المتر المربع                                                        | W·m−2                         | الطاقة الساقطة على سطح ما.                                           |
| ابتعاث إشعاعي | Radiant exitance    | M        | واط في المتر المربع                                                        | W·m−2                         | الطاقة الصادرة من سطح ما.                                            |
| ؟             | Radiosity           | J أو Jλ  | واط في المتر المربع                                                        | W·m−2                         | الطاقة الصادرة والمنعكسة التاركة لسطح ما.                            |
| إشعاعية طيفية | Spectral radiance   | Lλ أو Lν | واط في السترأديان في المتر3 أو واط في السترأديان في المتر المربع في الهرتز | W·sr−1·m−3 أو W·sr−1·m−2·Hz−1 | تقاس عادة بـ W·sr−1·m−2·nm−1                                         |
| تشعيعية طيفية | Spectral irradiance | Eλ أو Eν | واط في المتر 3 أو واط في المتر المربع في الهرتز                            | W·m−3 أو W·m−2·Hz−1           | تقاس عادة بـ W·m−2·nm−1                                              |

## اقرأ أيضا
- كثافة التدفق الطيفي
- قائمة الكميات الفيزيائية